# تپه توکه ۱
تپه توکه ۱ در شهرستان خرم‌آباد، بخش دوره چگنی، دهستان کشکان، ۱ کیلومتری جنوب روستای خاطره واقع شده و این اثر در تاریخ ۲۲ اسفند ۱۳۸۵ با شمارهٔ ثبت ۱۸۱۴۹ به‌عنوان یکی از آثار ملی ایران به ثبت رسیده است.